# Kate Reardon
 (juin 2016).
Si vous disposez d'ouvrages ou d'articles de référence ou si vous connaissez des sites web de qualité traitant du thème abordé ici, merci de compléter l'article en donnant les références utiles à sa vérifiabilité et en les liant à la section « Notes et références ».
Pour les articles homonymes, voir Kate et Reardon.
Kate Reardon, née en 1968 à New York, est une journaliste et auteure britannique.

## Biographie
Kate Reardon est actuellement la directrice du magazine Tatler.

## Livres
- Top Tips for Girls (Headline, 2008)
- Top Tips for Life (Headline, 2010)
- Your Mother Was Right (Three Rivers Press, 2010)